# Monnaies andorranes
Pour les articles homonymes, voir franc, franc (unité monétaire), peseta, ADP et Monnaie (homonymie).

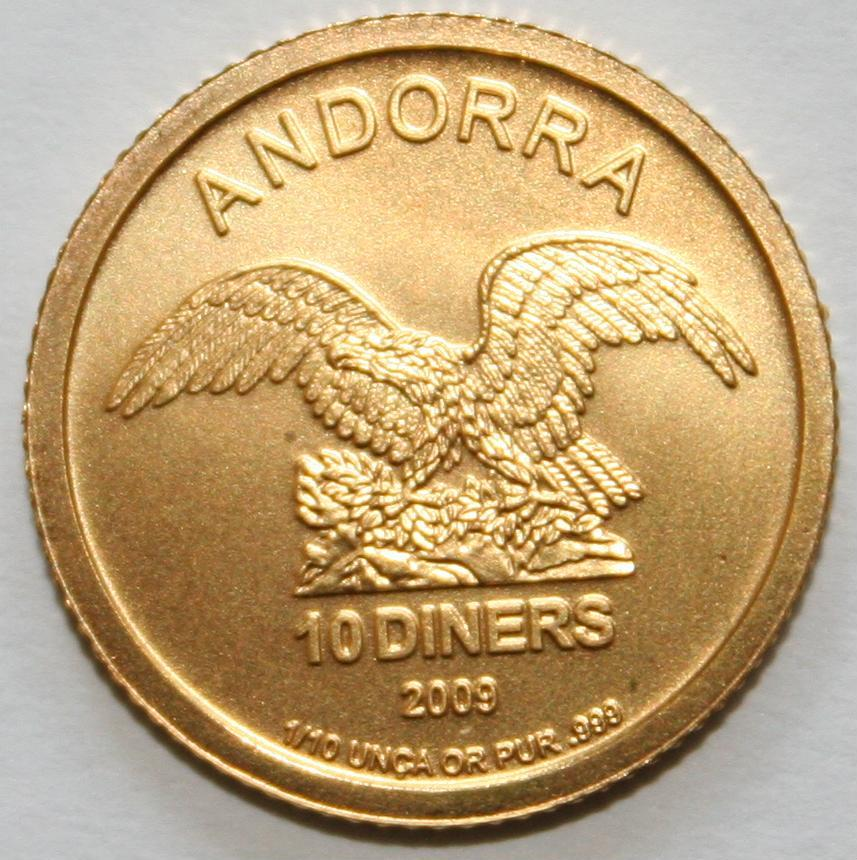
Avers d'une pièce en or de 10 diners (2009)

L'euro est l'unité monétaire de la principauté d'Andorre depuis 2012. Le pays fabrique par ailleurs une monnaie symbolique, le diner, non circulante et sans cours légal, et n'ayant aucune valeur sur le marché international des changes.

## Histoire
Jusqu'en 2011, Andorre ne dispose pas de monnaie officielle ; au cours de son histoire moderne, elle a utilisé deux devises :
- le franc français ;
- la peseta espagnole, avec, à l'usage, une préférence pour cette dernière.

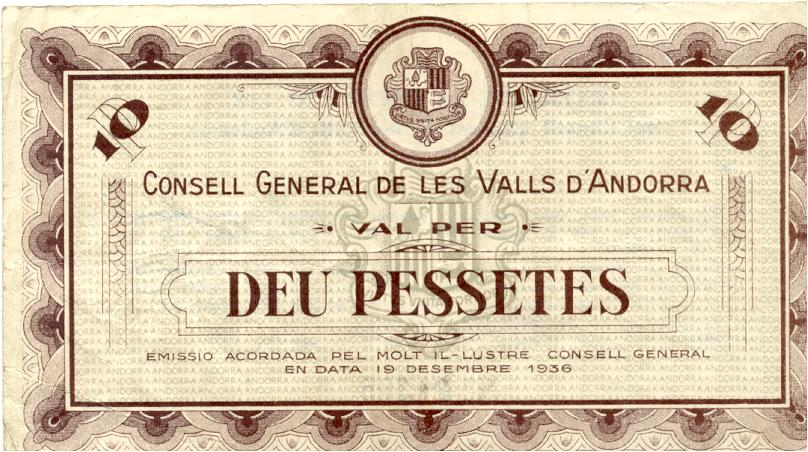
Billet de 1936

En 1936, du fait de la guerre civile espagnole, la principauté a émis les seuls billets de banque de son histoire d'une valeur de 50 centimes, et d'une peseta, deux, cinq et dix pessetes. Il en existe deux séries, bleue et brune, fabriquées à Toulouse.
À partir de 1998, la conversion s'est faite en euro aux taux de change respectifs ; en 2002, l'euro y circule officiellement.
En 2015, les premières frappes en euro d'Andorre sont fabriquées.

## Adoption de l’euro
En 2002, les pièces et billets libellés en francs français ou pesetas espagnoles ont été remplacés par l’euro (EUR ou €), la nouvelle monnaie officielle de facto en Andorre, suivant les termes et calendriers propres à chacune des deux anciennes devises de ses pays voisins.
Considéré comme un micro-État européen, mais, à l'instar du Kosovo et du Monténégro, la principauté d'Andorre ne disposait, jusqu'en 2011, d'aucun accord monétaire bilatéral avec l’Union européenne pour son usage de l’euro, contrairement à Monaco, à Saint-Marin et au Vatican. Elle ne pouvait émettre aucune devise ; son utilisation de l’euro n'était donc possible que par le biais du marché international des changes, et la domiciliation de comptes pour les services bancaires (comptes privés pour les personnes résidentes physiques, morales ou publiques de la principauté).
Cependant, Andorre collaborait déjà avec les autorités monétaires de l’Union européenne, de la France et de l’Espagne afin d’appliquer les règles de protection contre les contrefaçons, de publier des statistiques sur l’état de ses comptes publics en euros, et de faciliter les transactions bancaires. La Commission européenne avait seulement émis un avis permettant à Andorre de poursuivre ses précédentes activités monétaires et commerciales avec la France et l’Espagne, ainsi que les autres pays.
Cet avis ne valait pas accord pour la création monétaire et l’émission de garanties d’État sur les emprunts, et Andorre devait utiliser les mécanismes du marché monétaire international pour acquérir l'ensemble des financements nécessaires (en euros ou d'autres devises) et négocier leurs taux d’intérêts auprès des banques, déposants et investisseurs, sur la base de ses actifs ou fonds propres, des dépôts privés étrangers et recettes d'exportation, de ses propres recettes fiscales, de ses autres réserves en devises ou métal précieux ou de ses avoirs en titres négociables (déposés sur des comptes domestiques ou internationaux), et d'éventuelles autres garanties obtenues auprès d'autorités et organisations monétaires internationales.
L'accord monétaire a été signé le 30 juin 2011 entre la Commission européenne et la principauté. Celui-ci précise désormais dans le premier article que l'euro est la monnaie officielle du pays, et non plus simplement de facto. Il a été signé par Olli Rehn pour la commission et Antoni Martí Petit, chef du gouvernement andorran.

## Le diner
Andorre fabrique depuis 1960 des pièces de monnaie de collection en or, argent, bronze, cupronickel et aluminium exprimées en diner, lequel est divisé en 100 cèntims. Ce sont généralement des monnaies commémoratives, sans cours légal. Son cours théorique était, avant le passage à l'euro, de 1 diner pour 5 francs français et 100 pesetas espagnoles ; il est, depuis 2002, de 1 diner pour 0,75 euro.